# Bradley Nowell
Bradley James Nowell (Long Beach (Californie), 22 février 1968 – San Francisco, 25 mai 1996) est un musicien américain, chanteur et guitariste du groupe de ska/punk Sublime. Il meurt à 28 ans d'une overdose d'héroïne, peu de temps après que Sublime eut sorti son premier album produit par une major. Né à Long Beach en Californie, Bradley Nowell développa un attrait pour la musique dès son plus jeune âge. Il vécut sa première immersion musicale dans le reggae et le dancehall au cours d'un voyage avec son père aux Îles Vierges. Nowell joua dans plusieurs groupes avant de former Sublime avec le bassiste Eric Wilson et le batteur Bud Gaugh, qu'il rencontra à l'Université d'État de Californie à Long Beach. Alors que Sublime gagnait en succès, Bradley Nowell faisait face à une dépendance à l'héroïne qui empirait. Après plusieurs tentatives de sevrage, Bradley Nowell mourut d'une overdose d'héroïne le 25 mai 1996 au cours d'une tournée.

## Biographie

### Sa jeunesse
La musique faisait partie intégrante de la vie de Brad Nowell. Sa mère, Nancy Nowell-Watilo, était une musicienne qui possédait l'oreille absolue, et son père, James Nowell était un passionné de musique folk, il jouait très souvent de la guitare dans les réunions familiales. Pendant les vacances, Brad chantait et jouait de la guitare avec son père et ses oncles pendant des heures, et il fut très rapidement capable de jouer une chanson rien qu'en l'ayant écoutée une fois.
Les parents de Brad Nowell divorcèrent alors qu'il n'avait que dix ans, et après ça, il alla vivre chez sa mère à Orange County, en Californie pour les quatre années qui suivirent. En 1981 il s'installa avec son père à Long Beach, en Californie. Orange county était une banlieue aisée et peuplée presque exclusivement de Blancs, en déménageant à Long Beach, Brad découvrit une grande diversité ethnique. Et comme les loyers étaient bien plus bas qu'à Hollywood, Long beach avait cultivé dans les années 1980 une culture underground florissante; Punk, surf et hip-hop, trois genre que Nowell incorporera plus tard dans sa musique.
Brad créa en 1988 le groupe Sublime.